# Luna-Park am Auensee

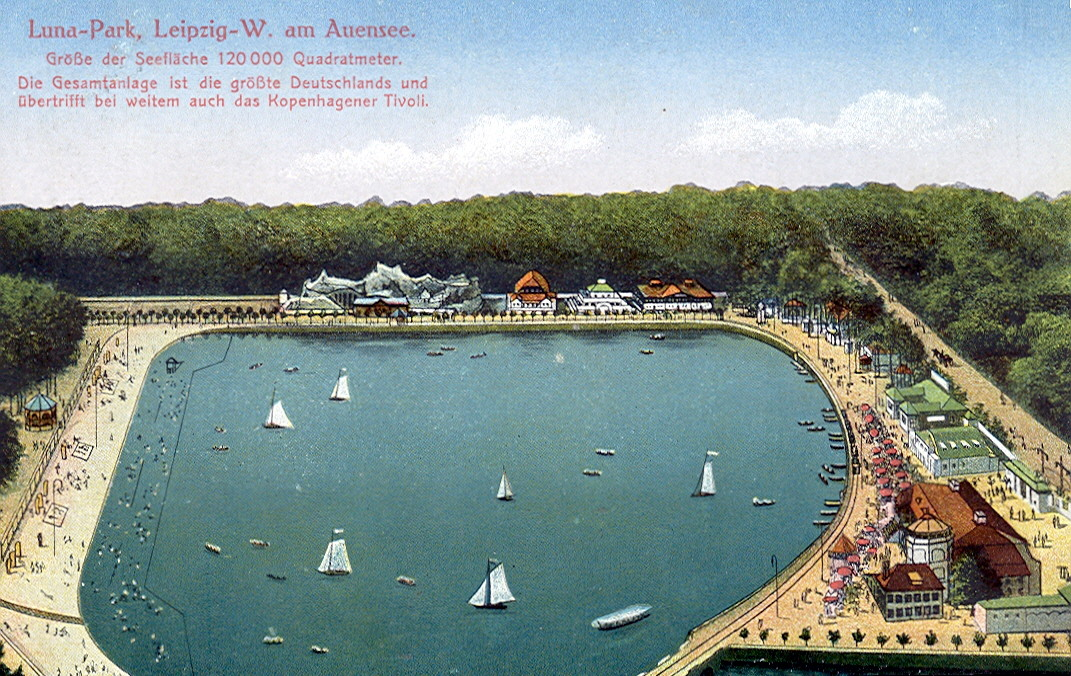
Lunapark auf einer Postkarte von etwa 1914

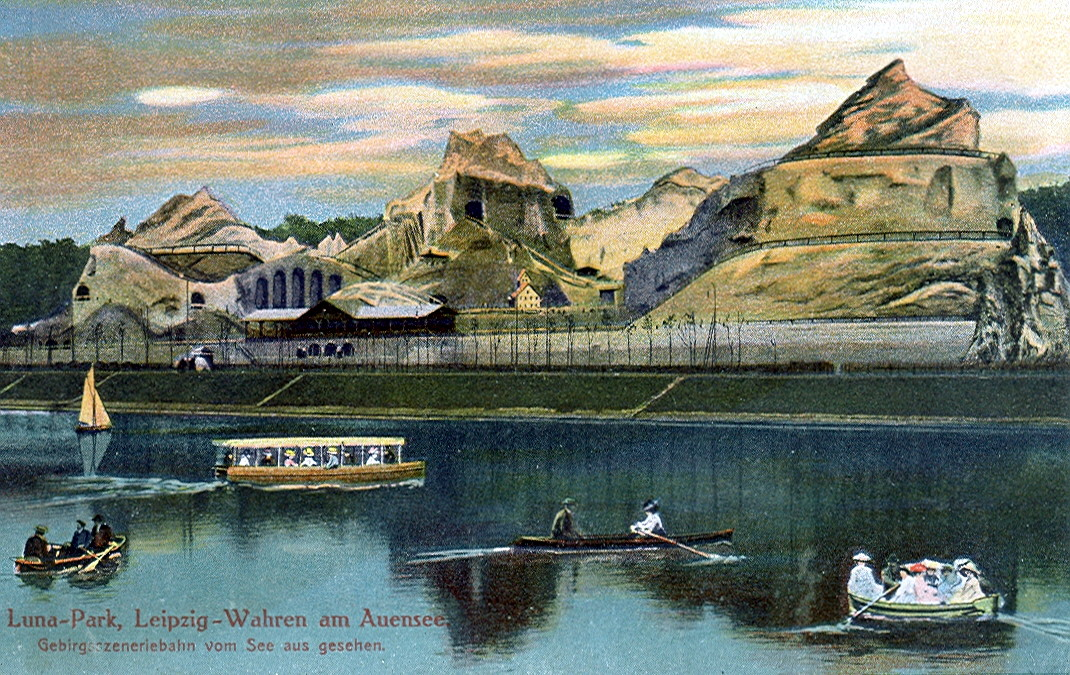
Gebirgsszeneriebahn auf einer Postkarte von etwa 1914

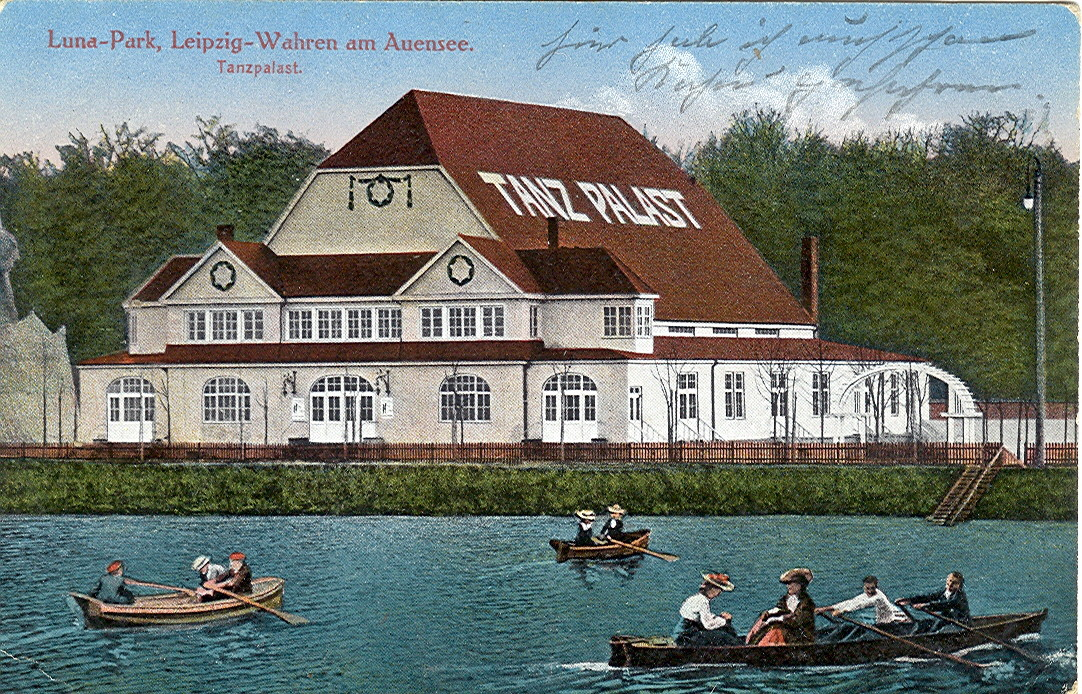
Tanzpalast auf einer Postkarte von etwa 1917

Der Luna-Park am Auensee  im Leipziger Stadtteil Wahren war ein Vergnügungspark, der von 1912 bis 1932 am Auensee bestanden hat.

## Geschichte
Das Gelände befand sich am Leipziger Auensee, einer ehemaligen Kiesgrube. 1911 wurde mit dem Bau des Hauptrestaurants, des heutigen Hauses Auensee, begonnen. Am 4. Mai 1912 wurde die Luna-Park GmbH gegründet. 1913 wurde am Auensee das Strandbad eröffnet. Am 13. Oktober wurde die Genehmigung für eine kleine Vergnügungsbahn, den Luna-Express, erteilt. Zwischen 1912 und 1914 entstanden verschiedene Restaurants und Fahrattraktionen rund um den See. Es wurden eine Gebirgsszeneriebahn (eine damals häufig gebaute Form der Achterbahn) und ein Hippodrom gebaut. Am 5. Mai 1914 war die Bauabnahme des Hauptrestaurants. Der Luna-Park bewarb sich damals als „größtes Vergnügungsetablissement Deutschlands mit einer ½ Million Quadratmeter“ und dass er größer als der Tivoli-Park in Kopenhagen sei.
Infolge der Weltwirtschaftskrise musste die Luna-Park GmbH Insolvenz anmelden und wurde am 13. Januar 1932 aufgelöst. 1934 wurden die meisten Vergnügungseinrichtungen des Parks abgerissen. Das Hauptrestaurant blieb bestehen und wurde 1936 in Haus Auensee umbenannt. 1941 wurde die Stadt Leipzig Eigentümerin des gesamten Auenseegeländes.